# Thimida Regia
Thimida Regia (italien : Timida Regia) est un évêché titulaire de l'Église catholique romaine .
Il est le successeur d'un ancien évêché de la ville antique du même nom, qui se trouvait dans la province romaine  d'Afrique proconsularis (aujourd'hui nord de la Tunisie). L'évêché était affecté à la province ecclésiastique de Carthage.
C'est dans cette ville que Caius Annius Anullinus condamna, fit torturer et exécuter le martyr Gallonius.

## Localisation
Les actes du martyre de Gallonius (et de ses compagnons) exécutés sous la persécution de Dioclétien, indiquent que la cité est située entre Carthage et Uthina (la localité actuelle d'Oudna).
Le nom antique de Thimida peut être rapproché de celui de Thimisa, cité par Ptolémée comme étant proche de Maxula (la ville actuelle de Radès), c'est-à-dire au sud de l'agglomération actuelle de Tunis. Ibn Khaldoun indique une ville antique appelée Thinida ou Tirmida autour de la Mohamedia (à15 kilomètre au Sud-Ouest de Tunis) et une inscription antique mentionnant la splendidissima res publica de Thimida Regia a été trouvée au lieu-dit Sidi Ali es-Sedfini, un établissement rural antique qui ne peut correspondre à l'antique cité, mais situé à 3 kilomètres seulement au Nord-Est de la Mohamédia. Les recherches actuelles semblent donc indiquer une localisation à la Mohamédia.
En revanche, il faut la différencier de la Thirmida citée par l'historien Sallustre comme ville royale (Regia), car capitale de Hiempsal 1ier, fils de Micipsa, assassiné dans cette ville localisée en Numidie près de Dougga par des émissaires de Jugurtha, son frère adoptif en 116 av. J.C. C'est la ville actuelle de Tinja, à proximité de Menzel Bourguiba sur le lac de Bizerte qui se réclame de nos jours de cette filiation avec la "capitale" numide d'Hiempsal 1ier.
| Évêques titulaires de Thimida Regia |                              |                                                    |                  |                   |
| Non.                                | Nom de famille               | Bureau                                             | de               | à                 |
| 1                                   | Lucien-Emile Bardonne        | Évêque auxiliaire de Rouen (France)                | 27 février 1969  | 16 septembre 1973 |
| 2                                   | Joseph Hubert Hart (en)      | Évêque auxiliaire de Cheyenne (États-Unis)         | 1 juillet 1976   | 25 avril 1978     |
| 3                                   | Jan Walenty Wieczorek (de)   | Évêque auxiliaire d'Opole (Pologne)                | 12 juin 1981     | 25 mars 1992      |
| 4                                   | Dorick M. Wright (en)        | Évêque auxiliaire de Belize City-Belmopan (Belize) | 12 décembre 2001 | 18 novembre 2006  |
| 5                                   | Florencio Armando Colín Cruz | Évêque auxiliaire de Mexico (Mexique)              | 27 novembre 2008 | 16 février 2019   |
| 6                                   | Dominic Nguyễn Tuan Anh      | Évêque auxiliaire de Xuan Loc ( Vietnam )          | 24 août 2024     | En fonction       |